# Willy Jäggi
Willy Jäggi ou Willy Jaeggi, né le 28 juillet 1906 à Soleure et mort le 1er février 1968, est un footballeur suisse.

## Biographie
En tant qu'attaquant, Willy Jäggi fut international suisse à 21 reprises (1927-1935) pour 13 buts marqués.
Il participa aux Jeux olympiques de 1928, avec la Suisse. Il joue un match contre l'Allemagne, mais la Suisse est éliminée dès le premier tour (0-4).
Il participa à la Coupe du monde de football 1934, en Italie. Tout d'abord, il inscrit un but en éliminatoires contre la Yougoslavie (2-2, but à la 80e minute). 
Puis en phase finale, il joue un match sur les deux de la Suisse : il ne joue pas contre les Pays-Bas, mais contre la Tchécoslovaquie, il inscrit à la 78e minute un but, qui permet à la Suisse d'égaliser, mais cela ne permet pas d'éviter la défaite suisse (2-3).
Il joua que dans des clubs suisses : FC Solothurn, Urania Genève Sport, Servette Genève, FC Biel-Bienne, FC La Chaux-de-Fonds et FC Lausanne-Sport. Avec Lausanne-Sport, il remporte deux fois le championnat de Suisse de football en 1935 et en 1936, une Coupe de Suisse de football en 1935 et finaliste en 1937. 
De plus, il fut meilleur buteur de Suisse en 1936 (30 buts), deuxième meilleur buteur en 1937 (21 buts) et troisième meilleur buteur en 1938 (17 buts), toujours avec le FC Lausanne-Sport.